# Kevin Volland
Kevin Volland, född 30 juli 1992 i Marktoberdorf, är en tysk fotbollsspelare (anfallare) som spelar för Union Berlin. Han har tidigare spelat för 1860 München, 1899 Hoffenheim, Bayer Leverkusen och AS Monaco.

## Klubbkarriär
Den 2 september 2020 värvades Volland av AS Monaco, där han skrev på ett fyraårskontrakt. Den 17 augusti 2023 blev Volland klar för Union Berlin.

## Landslagskarriär
Volland debuterade för Tysklands landslag den 13 maj 2014 i en vänskapsmatch mot Polen.